# Плахтиевка (Одесская область)
Плахтиевка (укр. Плахтіївка) — село, относится к Саратскому району Одесской области Украины. Протекает река Курудер.
Население по переписи 2001 года составляло 5237 человек. Почтовый индекс — 68232. Телефонный код — 4848. Занимает площадь 7,46 км². Код КОАТУУ — 5124584901.
Плахтиевка — село, центр сельского Совета. Расположена на реке Куродер (местные жители называют речку "Курыдира") (приток Сараты), в 10 км к северу от районного центра и железнодорожной станции Сарата (на линии Одесса — Измаил), в 8,5 км от автодороги Одесса — Измаил. Дворов — 2120, населения —4787 человек. Сельсовету подчинено село Новая Плахтиевка.
Территория Плахтиевски и её окрестности были заселены издавна. Об этом свидетельствуют обнаруженные здесь два поселения первых веков нашей эры.
Основана Плахтиевка в 1830 году переселенцами — государственными крестьянами из одноименного села Верхнеднепровского уезда Екатеринославской губернии («Кишиневские епархиальные ведомости», 1875, М 1, с. 375.). Насильственное переселение плахтиевцев, как и многих тысяч крестьян из других губерний Российской Империи, было вызвано необходимостью освоения огромных территорий Буджакской степи, вошедших в состав России по Бухарестскому мирному договору 1812 года.
Нелегко приходилось переселенцам на новом месте. Не хватало средств на строительство жилых и хозяйственных помещений, приобретение скота и инвентаря. На обзаведение хозяйством казна выделяла лишь по 23 руб. 50 коп. ассигнациями на семью, в то время как постройка одной только хаты стоила 100—150 руб.{Анцупов И. А. Государственная деревня Бессарабии в XIX веке, с. 29.}. Многие переселенцы подолгу жили в землянках, с трудом осваивали отведенные им целинные участки. В 1832 году 100 семей посеяли лишь 175 четвёртой озимых и яровых хлебов. В следующем году посевы погибли от сильной засухи, и переселенцы оказались в крайне тяжелом положении. Бессарабская/724/ казенная палата, ведавшая устройством переселенцев, фактически никакой помощи им не оказывала. Чиновники доносили губернатору, что крестьяне целыми семьями возвращаются в Верхнеднепровский уезд, теперь уже на заработки{История Молдавии.
В 1837 году в селе проживала 121 семья, 30 из них ютились в землянках, остальные — в плетневых и глинобитных хатах. Лишь несколько хозяйств имели скот. Более трети крестьян вынуждены были идти батрачить к богатым колонистам, помещикам и кулакам соседних сел. Большинство крестьянских семей не в состоянии было платить налоги{Анцупов И. А. Государственная деревня Бессарабии в XIX веке.
Хотя государственные крестьяне Бессарабии, в том числе и Плахтиевки, находились в лучшем положении, чем крестьяне других категорий (при генеральном размежевании им нарезали по 30 га земли, взимали более низкую ренту), однако они зависели от государства-землевладельца, как крепостные от помещика. Кроме оброка, взимавшегося с каждой семьи, крестьяне платили государству различные налоги, которые с каждым годом возрастали. В 1841 году в среднем на одну ревизскую душу приходилось 5 руб. 44 коп. всех налогов, к 1869 году эта сумма возросла до 7 руб. 63 коп., то есть на 40 проц.
Крестьяне исполняли также множество натуральных повинностей: подводную — по перевозке чиновников и казенных товаров, дорожную и другие, должны были работать от 3 до 10 дней в год на строительстве дорог, гатей, казенных зданий{Гросул Я. С. Крестьяне Бессарабии (1812—1861 гг.) .
И все же Плахтиевка продолжала расти, главным образом за счет непрекращавшегося притока переселенцев из центральных губерний, надеявшихся получить здесь землю и обзавестись хозяйством. Если в 1853 году в селе было 210 дворов государственных крестьян, 1627 человек{Филиал Одесского облгосархива в Измаиле, ф. 621, оп. 23, д. 1, л. 94—100.}, то в 1870 году здесь насчитывалось уже 380 дворов с. 2682 жителями{Анцупов И. А. Государственная деревня Бессарабии в XIX веке, с. 102.}, а в конце XIX в.— 4 тыс. человек.
В 1869 году царское правительство приняло закон («Правила») о поземельном устройстве государственных крестьян Бессарабии, по которому они были превращены в поселян-собственников и получили но т. н. «владенным записям» землю, находившуюся в их пользовании ранее. По данным 1875 года, на каждую крестьянскую семью приходилось в среднем по 19 десятин земли{История Молдавии, т. 1, с. 459.}.
Усилившийся после реформы стихийный процесс капиталистического развития деревни привел к быстрому расслоению крестьянства. К концу XIX в. средний надел плахтиевских крестьян составлял уже 8,8 десятины земли. Многие бедняцкие хозяйства, разорившись, полностью лишились земли, другие, не имея рабочего скота и инвентаря, сдавали её в аренду богатеям. Владея большим количеством земли, кулаки широко использовали дешевый наемный труд. Подавляющее большинство жителей влачило нищенское существование, не случайно в статистических сборниках того времени село Плахтиевка упоминается как «бедное»{Анцупов И. А. Государственная деревня Бессарабии в XIX веке.
В конце XIX — начале XX в. село, как и прежде, имело убогий вид: утопающие в грязи улицы, покосившиеся мазанки, хлевы под соломенными крышами. В центре его располагались три небольшие лавки здание волостного правления и церковь. Медицинская помощь отсутствовала, частые эпидемии уносили много жизней; особенно высокой была смертность среди детей младшего возраста. В церковно-приходской школе, открытой в 1882 году, обучалось всего 57 детей, занятия вел местный священник{"Вестник Бессарабского земства", 1885, № 12, отд. IV, с. 30.}. Большинство жителей оставалось неграмотным.
Начавшаяся в 1914 году первая мировая война ещё более ухудшила положение трудящихся: мужчин призывного возраста отправили на фронт, для нужд армии у крестьян реквизировали скот, телеги и пр. Вследствие этого многие хозяйства, оставшись без рабочих рук и тягловой силы, пришли в упадок. 96 жителей Плахтиевки погибли на войне.
В февральские дни 1917 года, после свержения царского самодержавия, в селе состоялись митинги, собрания, на которых выступали большевистские агитаторы из воинских частей, дислоцировавшихся в Сарате. Они высказывались за прекращение империалистической войны, создание подлинно народных органов власти. В марте в селе был создан волостной Совет.

## Местный совет
68232, Одесская обл., Саратский р-н, с. Плахтиевка, ул. Кирова, 162